# Фасса (Канацеї)
Хокейний клуб «Фасса» (італ. Hockey Club Fassa) — хокейний клуб з муніципалітету Канацеї, Італія. Заснований у 1955 році. Виступає в Серії А. Домашні матчі проводить на «Джанмаріо Скола».

## Історія
Клуб заснований у 1955 році під назвою ХК «Канацеї», змінив сою назву 1985 року на ХК «Фасса». Виступає на арені «Джанмаріо Скола», яка вміщує 3,500 глядачів. 
У чемпіонаті Італії хокейний клуб із Канацеї здобув лише срібні медалі в сезоні 1988/89.

## Тренери
| Сезон     | Тренер          |
| --------- | --------------- |
| 1999–2001 | Лучіано Базіле  |
| 2003–2005 | Рон Івані       |
| 2005–2007 | Ларс Молін      |
| 2007/08   | Стефан Маір     |
| 2008/09   | Стефан Пайтон   |
| 2009/10   | Стів Стерлінг   |
| 2010      | Майк Посма      |
| 2010–2013 | Мирослав Фричер |

Джерело:sonice

## Відомі гравці
- Боб Манно
- Душан Пашек